# Pándy Pál
Pándy Pál István Eduárd (finnül Paavo von Pandy, Gyula 1905. augusztus 7. – Inari, Finnország 1986. szeptember 24.) magyar származású finn katona, idegenvezető, író.

## Élete
Apja, Pándy Kálmán (1868. október 14.-1945) orvos, anyja egy Aino Maria Edvardintytär Hjelt (1881. június 23.-1936) nevű finn nővér volt, szülei 1904. április 7-én kötöttek házasságot Helsingforsban (ma Helsinki). Gyerekkorát Erdélyben töltötte, de gyakran megfordult a finn rokonoknál is. 
Katonai pályára került, lovastiszti és gazdasági tiszti tanulmányokat folytatott, majd belépett a határőrséghez. Az 1930-as években orvosi okok miatt el kellett hagynia a határőrséget. Az orvosok tanácsára, miszerint környezetváltozásra van szüksége, a finn rokonok hívására 1936-ban, anyja halála után a finnországi Petsamóba költözött. Elvett egy finn nőt és finn állampolgárságért folyamodott, amit akkor a rendőrség elutasító véleménye miatt nem kapott meg. 
A téli háborúban önkéntesként szolgált, amiért 1941. február 14-én a finn köztársasági elnök állampolgárságot adott számára. A második világháborúban finn-német összekötőként szolgált, amiért mind a németek, mind a finnek kitüntették. A háború után Inariban (Kultalahtiban) telepedett le. A háború alatt elhunyt a felesége, így újból megnősült, elvette a falu tanárnőjét. Kezdetben erdőmunkálatokkal tartotta el a családját, majd idegenvezető és fordító lett. Amíg a turistákkal foglalkozott, a számik megengedték neki, hogy ő is számi módra öltözködjön. Idővel Európa több országába is elment, hogy Lappföld idegenforgalmi szépségeire felhívja a figyelmet. Lappföld-követnek is nevezte őt a sajtó. Idegenvezetőként hét nyelven beszélt. 
1936 óta csak egyszer járt Magyarországon, 1968-ban. 1986. szeptember 24-én hunyt el Inariban.